# TSV Alt Duvenstedt
Der Turn- und Sportverein von 1924 Alt Duvenstedt e. V. ist ein Sportverein aus der Gemeinde Alt Duvenstedt in Schleswig-Holstein.
Der Verein wurde überregional bekannt durch seine Handballabteilung, deren Männermannschaft mehrere Jahre in der Handball-Regionalliga spielte und in den Spielzeiten 1997/98, 2000/01, 2003/04 und 2005/06 an der Hauptrunde des DHB-Pokals teilnahm, wo sie jeweils in der ersten Runde ausschied. Nachdem die Mannschaft in der Saison 2012/13 den zweiten Platz in der Schleswig-Holstein-Liga erreichte, und sich in den anschließenden Ausscheidungsspielen um den Aufstieg gegen den Tabellenzweiten der Hamburg-Liga, den TuS Esingen, durchsetzen konnte, spielte sie in der Saison 2013/14 in der Handball-Oberliga Hamburg - Schleswig-Holstein, aus der sie am Saisonende als Tabellenletzter sofort wieder abstieg. Zur Saison 2020/21 schlossen sich die Handball-Abteilungen des SV 1919 Fockbek und des SSV Nübbel, die zuvor gemeinsam die HSG Fockbek/Nübbel bildeten, mit dem TSV Alt Duvenstedt zur neuen HSG Fockbek/Nübbel/Alt Duvenstedt (HSG FONA) zusammen.
Neben der Handball- gibt es noch eine Turnsparte.
Die Turnsparte des TSV ALt Duvenstedt unterbreitet ein sehr breit gefächertes Angebot für Jung und Alt. Dazu gehören Badminton, Eltern-Kind-Turnen, Frauen-Fitness, Freizeit-Fußball, Inlinerfahren, Kinderturnen, Lauftreff, Pilates, Sensomotorisches Fitnesstraining und Zumba. Der monatliche Mitgliedsbeitrag beträgt günstige 9 € für Erwachsene. Für Heranwachsende und Familien kann dieser weiter reduziert werden.